# Montcy-Saint-Pierre
Pour les articles homonymes, voir Montcy-Notre-Dame.
Montcy-Saint-Pierre est un quartier de Charleville-Mézières et une ancienne commune française, située dans le département des Ardennes en région Grand Est.
Elle fusionne avec les communes de Charleville, Mézières, Mohon et Étion, le 1er octobre 1966, pour former la commune de Charleville-Mézières, qui devint préfecture des Ardennes.

## Géographie
La commune avait une superficie de 3,55 km2. 
Elle se situait entre Montcy-Notre-Dame et Charleville.
Le village a été construit sur une boucle de la Meuse.

## Histoire

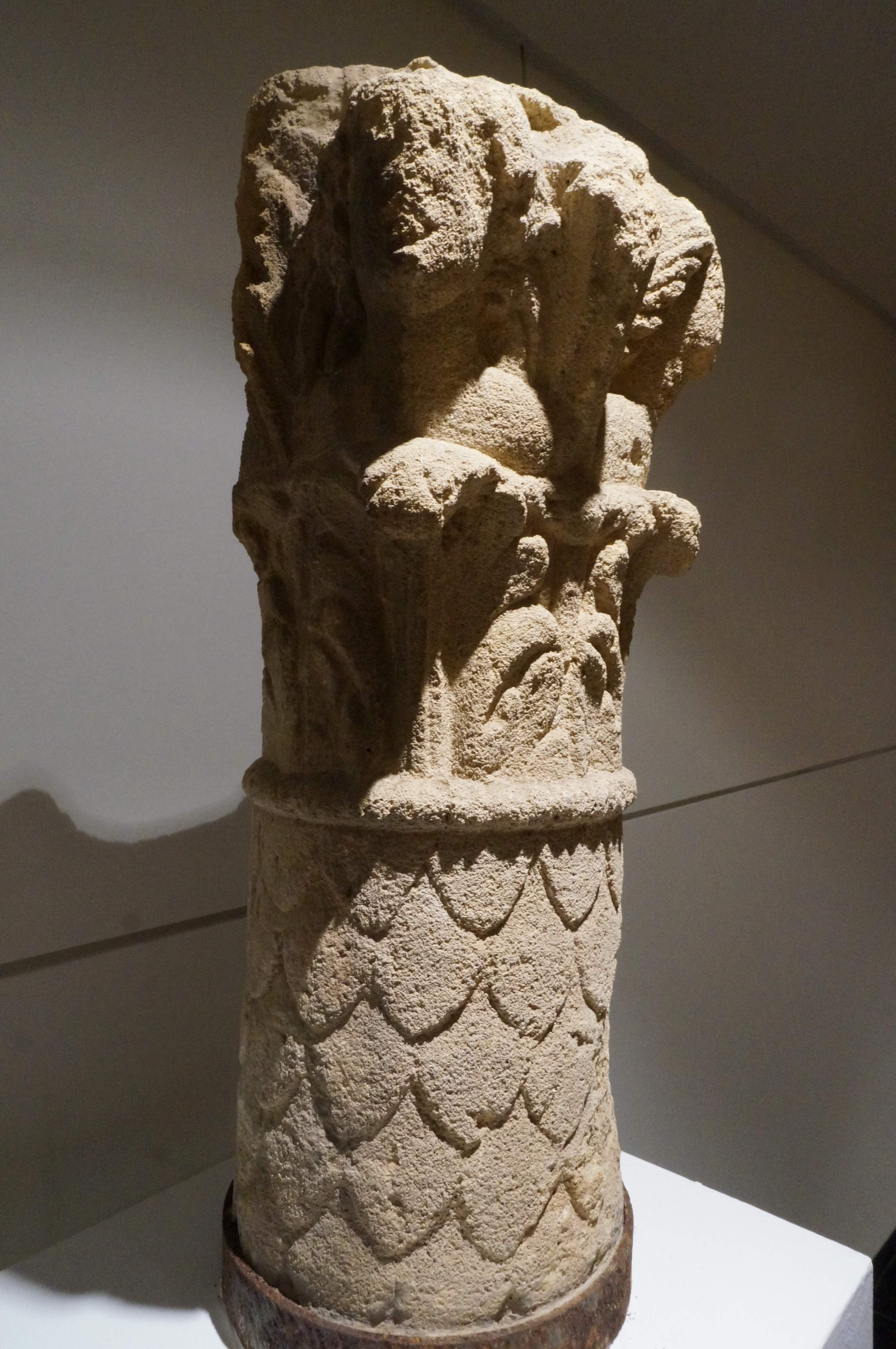
Fragment de colonnette antique avec chapiteau à figures humaines trouvé en 1915 dans un puits de la rue Coispine à Montcy et conservé au musée de l'Ardenne.

L'histoire de village remonte à la période gallo-romaine, on a d'ailleurs découvert des thermes romains datant de la fin du IIe siècle apr. J.-C.. Des fouilles ont eu lieu dans les années 2000. 
Au début du XVIIe siècle Charles de Gonzague fit construire une forteresse, aujourd'hui disparue, sur le Mont Olympe.

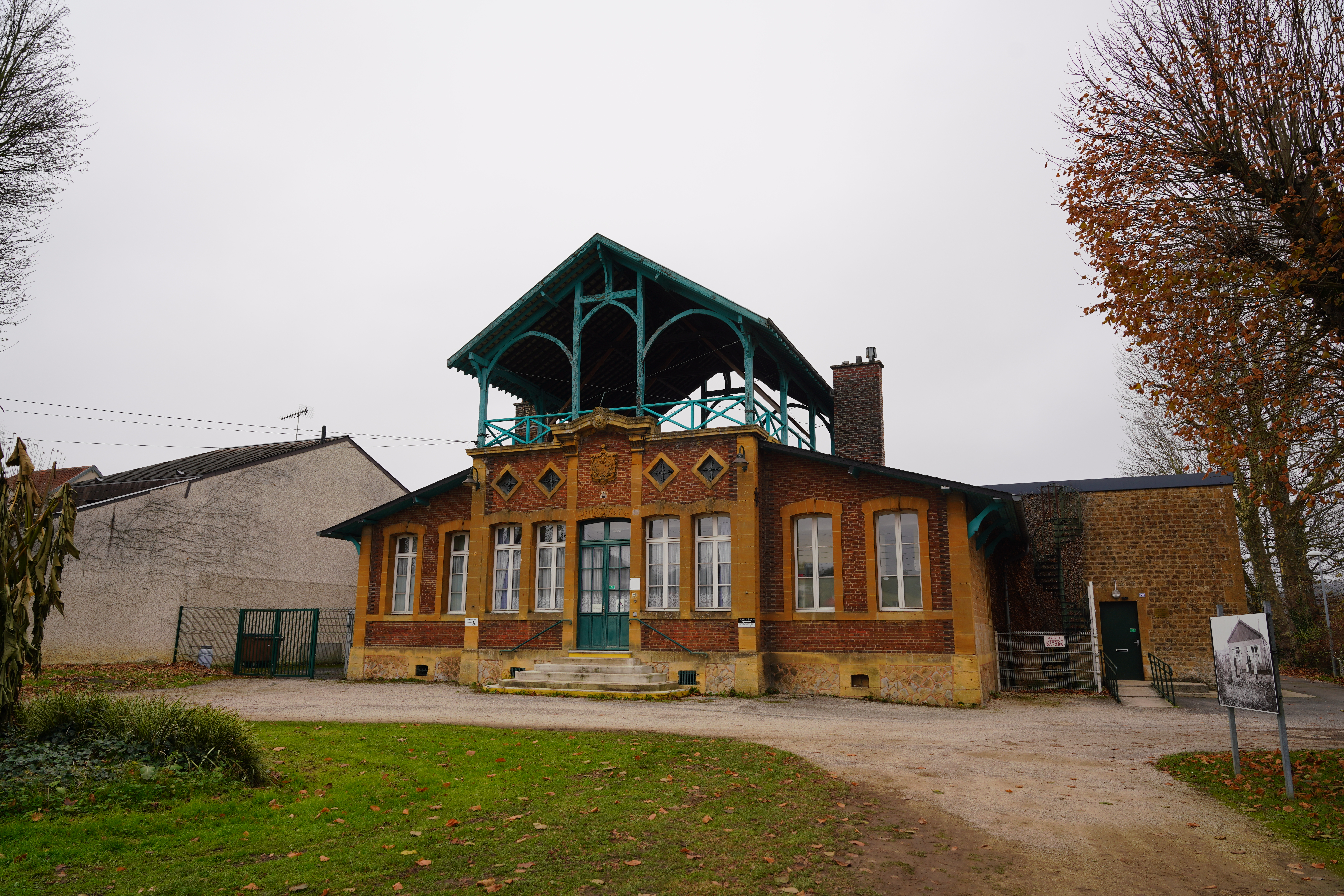
Le stand de tir érigé en 1879.

Par arrêté préfectoral du 19 juillet 1966, la commune de Montcy-Saint Pierre fusionne, le 1er octobre 1966, avec les communes de Charleville, Mézières, Mohon et Étion pour former la commune de Charleville-Mézières.
Depuis 1990, le Monastère Notre-Dame d'Espérance, un monastère de Bénédictins, s'est installé dans l'ancienne maison Deville qui était avant cela le château Riché.

## Politique et administration
| Période                                  | Période    | Identité   | Étiquette    | Qualité                                   |
| ---------------------------------------- | ---------- | ---------- | ------------ | ----------------------------------------- |
| Les données manquantes sont à compléter. |            |            |              |                                           |
| avant 1875                               | après 1876 | Lurot      |              |                                           |
| 1965                                     | 1966       | Luc Pilard | Centre-droit | Directeur du Crédit agricole des Ardennes |

## Démographie
| 1793 | 1800 | 1806 | 1821 | 1831 | 1836 | 1841 | 1846 | 1851 |
| ---- | ---- | ---- | ---- | ---- | ---- | ---- | ---- | ---- |
| 230  | 229  | 250  | 287  | 336  | 374  | 403  | 425  | 452  |

| 1856 | 1861 | 1866 | 1872 | 1876 | 1881 | 1886 | 1891 | 1896 |
| ---- | ---- | ---- | ---- | ---- | ---- | ---- | ---- | ---- |
| lac. | lac. | 459  | 530  | 575  | 636  | 699  | 744  | 813  |

| 1901 | 1906  | 1911  | 1921  | 1926  | 1931  | 1936  | 1946  | 1954  |
| ---- | ----- | ----- | ----- | ----- | ----- | ----- | ----- | ----- |
| 993  | 1 221 | 1 400 | 1 370 | 1 469 | 1 573 | 1 804 | 1 785 | 1 894 |

| 1962  | - | - | - | - | - | - | - | - |
| ----- | - | - | - | - | - | - | - | - |
| 2 978 | - | - | - | - | - | - | - | - |

Histogramme

(élaboration graphique par Wikipédia)

## Voir aussi

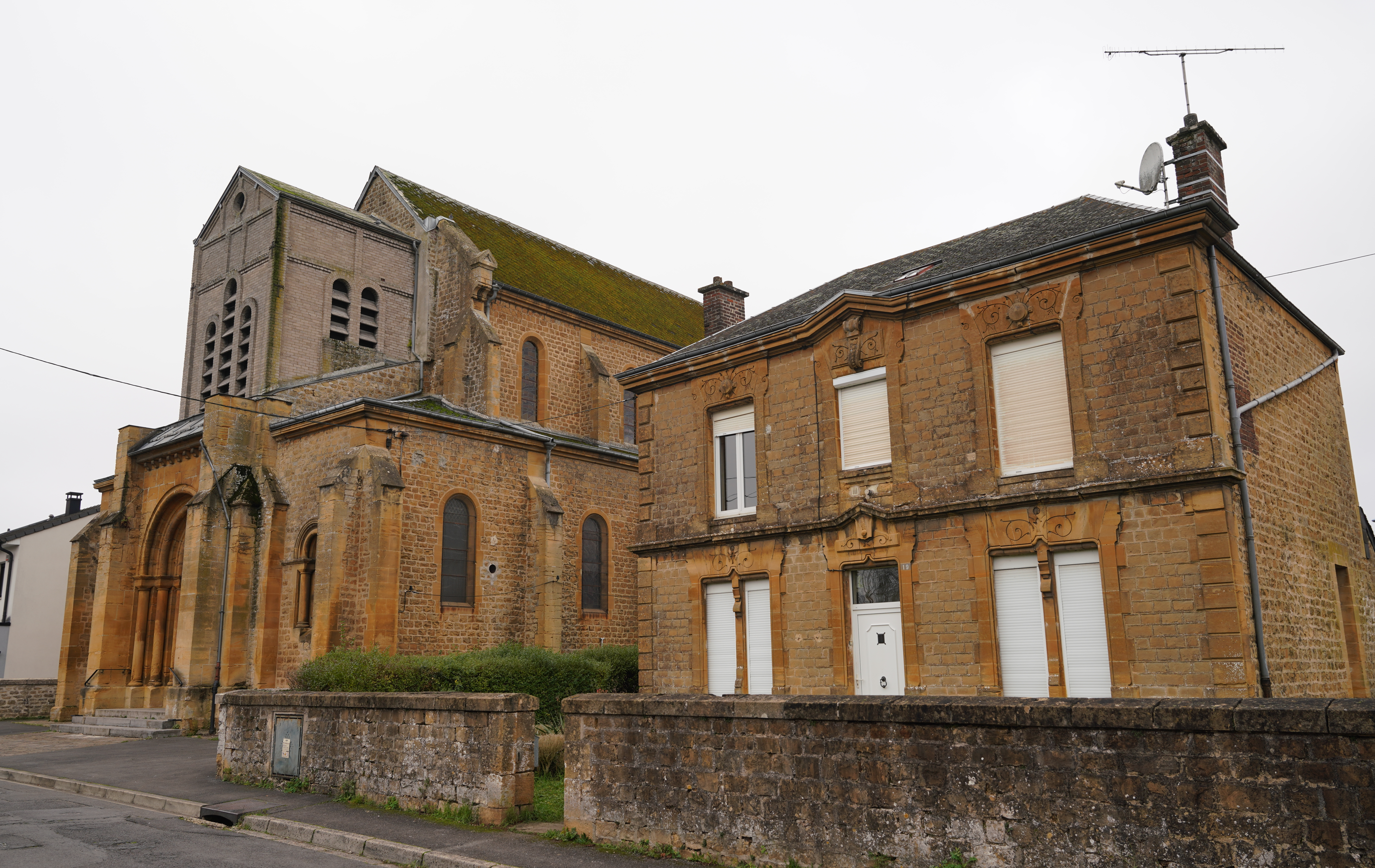
Une vue de l'Église Saint-Pierre-aux-Liens de Montcy-Saint-Pierre.